# Reserva Natural de Darwin
La Reserva Natural de Darwin, (en ruso: Дарвинский заповедник, romanizado: Darvinsky Zapovednik) es una reserva natural (un zapovédnik) en el norte de Rusia, ubicada en el raión de Cherepovets del óblast de Vologda y el distrito de Breytovsky del óblast de Yaroslavl, a orillas del Embalse de Ríbinsk del río Volga. Fue establecido el 18 de julio de 1945 para estudiar los efectos del aumento del nivel del agua dulce en el medio ambiente. Lleva el nombre de Charles Darwin.

## Historia
En 1941, se completaron todos los trabajos preparatorios para la construcción del embalse de Rybinsk y el nivel del agua comenzó a subir. El embalse se llenó en 1947. Dado que en ese momento se planeaba la construcción de grandes embalses, se necesitaba investigar el efecto de la creación del embalse en el medio ambiente. Para llevar a cabo esta investigación, se creó la reserva natural el 18 de julio de 1945.
En 1952, P. A. Petrov, director de Darvinsky Zapovednik, denunció al personal de la reserva natural e implicó a Aleksandr Malinovskii, jefe de la Administración Principal de Zapovednik. Esto llevó a una investigación en Darvinsky Zapovednik que reivindicó a Malinovskii y a la humillación de Petrov.
Desde 1963, la reserva natural realiza adicionalmente la investigación sobre urogallos para facilitar la cría de estas aves.

## Ubicación y geografía
La reserva natural ocupa la parte noroeste del embalse. De la superficie total de 1.126,3 kilómetros cuadrados (434,9 millas cuadradas), 671,8 kilómetros cuadrados (259,4 millas cuadradas) están ocupados por tierra y el resto por agua. Aproximadamente dos tercios de la reserva se encuentran en la región de Vólogda y un tercio se encuentra en la región de Yaroslavl. La mayor parte de la zona que pertenece a la región de Vólogda es una península en el embalse de Rybinsk.
La Reserva Natural de Darwin se encuentra en la llanura de Sheksna-Mologa y es plana. Gran parte del área de la reserva está cubierta por bosques de coníferas (taiga) y pantanos. En invierno, los pantanos, los ríos y el embalse de Rybinsk permanecen congelados durante varios meses.
La incorporación del embalse al paisaje alteró considerablemente el clima. En particular, los vientos principales son actualmente del noroeste, en comparación con los vientos del sur y suroeste dominados anteriormente.
Entre otras características relacionadas con la actividad humana, hay islas de turba en el embalse de Rybinsk, que se formaron como consecuencia de la erosión del fondo del embalse. La turba, que se depositaba bajo el suelo, flota y forma las islas. Otra característica son los pozos utilizados para quemar carbón en el siglo XVIII. Varias aldeas quedaron bajo el agua cuando se estaba llenando el embalse, y algunas de las aldeas todavía están marcadas por islas con grupos de árboles.

## Fauna
Los grandes mamíferos que residen en la reserva natural son el oso pardo, el lobo gris, el alce y el jabalí.